# Milena Hübschmannová
Milena Hübschmannová (n. 10 iunie 1933, Praga, Cehoslovacia – d. 8 septembrie 2005, Kameeldrift⁠(d), Gauteng, Africa de Sud) a fost o lingvistă cehă, profesoară de istorie și civilizație romă la Universitatea Carolină din Praga, unul dintre experții în studii despre societatea și cultura romilor, precum și despre limba romani. A înființat un curs universitar despre civilizația romilor la Universitatea Carolină și s-a opus cu vehemență asimilării lor în cultura globală. De asemenea, a scris un dicționar romani-ceh și unul ceh-romani și a adunat multe povești și povestiri în limba romani, pe care le-a tradus pentru posteritate. Cursul universitar înființat de ea a fost primul program de acest fel din lume care a oferit absolvenților diplomă în studii despre romi.

## Biografie
Milena Hübschmannová s-a născut pe 10 iulie 1933 la Praga, Cehoslovacia. În copilărie, părinții ei au fost arestați de Gestapo, în timpul celui de-al Doilea Război Mondial. Milena a urmat cursurile gimnaziale la „H. Fasta” English Gymnasium, de unde a absolvit în 1951 și și-a continuat studiile lingvistice la Universitatea Carolină. Încă din copilărie, a fost interesată de cultura Indiei, iar în timpul liceului a urmat cursuri de hindi la Oriental Institute of the Czechoslovak Academy of Sciences. După ce a fost admisă la facultatea de filologie a Universității, Milena s-a axat pe studiul limbilor indo-ariene, în special limbile bengaleză, hindi și urdu. În 1953, guvernul comunist a trimis-o să muncească în Ostrava, în Regiunea Moravia-Silezia din Cehia, unde a interacționat pentru prima dată cu comunitățile rome. Aici a constatat cu surprindere că înțelege limba lor și și-a dat seama că această limbă are rădăcini indiene.Neputând călători în India din cauza restricțiilor impuse de regimul comunist, și-a îndreptat atenția spre studiul limbii romani. În acea perioadă, în Cehia se făceau presiuni pentru a asimila cultura romă în cultura majoritară, ca urmare multe comunități rome au plecat din Cehia și s-au refugiat în Slovacia. Nu existau multe cunoștințe despre etnia, limba, cultura sau tradițiile romilor. Milena a petrecut aproape un an în mijlocul romilor și s-a documentat, înainte de a se întoarce la Praga și de a absolvi Universitatea Carolină în 1956.

## Carieră
Tot în 1956, Milena Hübschmannová a început să lucreze la Czech Radio ca redactor dramatic și literar, ceea ce i-a permis să facă excursii pe teren și să înregistreze folclorul, basmele și cântecele tradiționale ale romilor. Cu un reportofon vechi, ea a cutreierat zona rurală și a înregistrat peste 500 de casete. Totodată, nu a neglijat studiul Indiei și a tradus operele mai multor poeți reprezentativ, printre care și Mirza Ghalib, iar în 1959 a călătorit pentru prima dată în India. În această perioadă, Milena s-a căsătorit cu Josef Melč, directorul postului de radio la care era angajată. După ce a revenit în Praga, a continuat să traducă operele poeților indieni timp de aproape un deceniu. În 1963 s-a născut fiica sa, Tereza. În 1967 a început să lucreze la Institutul Oriental și să pregătească un studiu despre romi, în contextul favorabil creat de Primăvara de la Praga. A contribuit la înființarea unei uniuni a romilor și a editat o revistă în limba romani. Prin intermediul acestei uniuni, ea a reușit să reintroducă învățământul primar în limba romani ca limbă maternă, până când elevii aveau să își însușească suficient limba cehă. Însă situația s-a schimbat în august 1968, aceste demersuri au fost oprite, iar Milena s-a angajat la o grădiniță într-o comunitate romă, în apropiere de orașul Rakúsy. În 1969, a revenit în India pentru a-și continua studiile.
La întoarcerea în Cehoslovacia, Milena Hübschmannová s-a angajat la Academia Cehoslovacă de Științe, la facultatea de filosofie și sociologie, unde a lucrat până în 1974. La Academie, a continuat munca de cercetare și documentare, alături de alți colegi, nu doar în ceea ce privește studiile etnografice și lingvistice despre romi, ci și aspecte demografice, istorice și sociologice ale comunității lor. Hübschmannová a fost îngrijorată de pierderea tot mai accentuată a limbii romani, în condițiile în care romii erau obligați să vorbească în cehă, maghiară sau slovacă în interacțiunile zilnice, deși continuau să se exprime în limba lor unii cu alții. Acest grup de cercetători format de Hübschmannová a publicat, printre altele, prima operă literară în limba romani din Cehoslovacia. În 1973, alte mișcări politice au dus la destrămarea Uniunii și la suspendarea editării revistei lor, însă unii autori implicați au continuat să scrie în alte publicații. Între anii 1974 și 1975, Hübschmannová a predat la facultatea de pedagogie a Universității Caroline, însă a fost concediată pentru că se opunea politicii de asimilare dusă de guvern împotriva romilor. În perioada următoare, 1976-1982, a colaborat cu Școala Lingvistică din Praga, unde a predat limbile hindi și romani, iar în 1982 a fost angajată permanent și a continuat să predea până în 1991. Pe atunci, cursurile ei despre limba romani erau singurele care se adresau romilor în limba lor maternă și au adus laolaltă cursanți romi, dar și non-romi, care erau interesați să învețe să comunice mai ușor cu romii. În 1989, odată cu Revoluția de catifea și căderea comunismului, Hübschmannová și-a intensificat munca de conservare și valorificare a patrimoniului cultural al romilor.
În 1991 a revenit la Universitatea Carolină și a înființat programul de studii romani ca parte a Institutului Indologic (care se ocupa cu studiul civilizațiilor și limbilor din Asia de Sud). Acesta a fost primul program universitar despre cultura și limba romani. Hübschmannová a condus acest program până la moartea sa, iar între 1991 și 1997 a predat și urdu. După ce și-a reluat munca întreruptă în 1968, a publicat în 1991 primul dicționar de buzunar romani-ceh/ceh-romani, împreună cu Hana Šebková și Anna Žigová. Acest dicționar, Romsko-český, česko-romský kapesní slovník, a fost apreciat pentru integrarea termenilor și expresiilor din diferite comunități romani, inclusiv din dialectele ceh, maghiar și slovac. Alte lucrări importante de la începutul anilor 1970 au fost: Šaj pes dovakeras: Můžeme se domluvit (Putem comunica); Základy romštiny (Tradițiile romilor) și Romské pohádky (Basmele romilor). Hübschmannová a fondat revista Romano Džaniben (Studii romani) în 1994, care a devenit o publicație internațională reprezentativă pentru cultura romani.
Hübschmannová a colaborat cu Petr Uhl, comisarul interimar pentru drepturile omului, pentru a garanta accesul la justiție pentru membrii comunităților rome. De asemenea, a colaborat cu muzee din Brno și din Viena pentru a cerceta materiale despre romi. În 1995, și-a finalizat studiile de doctorat și a primit titlul de „candidarus scientarum” pentru teza de doctorat Romistické studie I. Începând cu anul 1996, a lucrat alături de un consorțiu de lingviști la Centre des Études Tsiganes în cadrul Universității Paris-Descartes și la Institutul Pedagogic de Stat din Bratislava pentru a introduce limba romani în curiccula universitară și pentru a forma profesori care să predea în și despre limba romani. Pentru întreaga ei activitate în sprijinul comunităților rome, Inițiativa Civică a Romilor i-a acordat în 1998 două premii culturale. În continuare, Hübschmannová a publicat peste 90 de lucrări și a editat 400 de articole publicate în revista Romano Džaniben, unde a fost redactor șef.
În 1999, Hübschmannová a publicat o lucrare importantă, intitulată A false Dawn: my life as a gypsy woman in Slovacia. Cartea reprezintă autobiografia Ilonei Lacková, din perioada 1920-1970. Ea a ascultat și a înregistrat povestirea în limba romani timp de opt ani, iar mai târziu, a tradus-o în cehă, franceză și engleză. Cartea vorbește despre cum adevărata identitate a romilor a fost ascunsă în spatele stereotipurilor. Pentru că este narată la persoana I, cartea redă umanitatea povestitorului. Sunt menționate aspecte din politica de „reeducare” a romilor și a marginalizării lor în ghetouri de către regimul socialist. A devenit o lucrare fundamentală pentru studiul civilizației romani, deoarece a oferit punctul de vedere al unui membru al comunității rome. Ulterior a fost tradusă în bulgară, maghiară și spaniolă, iar în 2001 a obținut Premiul Internațional Umanitar Hidalgo din Spania.

## Recunoaștere
Hübschmannová și-a obținut diploma de abilitare cu teza Romistické studie II în 2000 și în același an a fost onorată cu o plachetă la cel de-al cincilea Congres Internațional al Uniunii Internaționale a Romilor, desfășurat la Praga. În 2002, președintele ceh Vaclav Havel i-a acordat Medalia de Merit în gradul al treilea, iar în anul următor a fost distinsă cu Medalia de Merit în gradul I de către Ministerul Educației, Tineretului și Sportului.
Hübschmannová a decedat într-un accident de mașină pe 8 septembrie 2005, în apropiere de Kameeldrift, Provincia Gauteng, din Africa de Sud. Cea de-a șaptea Conferință Internațională a lingviștilor romi, organizată anul următor, i-a fost dedicată. Moartea ei bruscă a fost resimțită de întreaga comunitate romă, care a pierdut un activist devotat, dar și un om care și-a consacrat viața conservării patromiului cultural rom. În 2007 a fost publicată cartea Milena Hübschmannová ve vzpomínkách, o biografie a Milenei. Cartea a fost realizată în colaborare cu romi din toate colțurile lumii, cu frații, colegii și prietenii ei.